# Курейка
Курѐйка е река в Азиатската част на Русия, Среден Сибир, Красноярски край, Евенкски автономен окръг и Таймирски (Долгано-Ненецки) автономен окръг, десен приток на река Енисей. Дължината ѝ е 888 km, която ѝ отрежда 54-то място по дължина сред реките на Русия.
Река Курейка води началото си от 1055 m н.в. в централната част на платото Путорана, в северната част на Евенкския автономен окръг, Красноярски край. По цялото си протежение (с изключение на най-долното си течение) реката тече в пределите на платото Путорана в планинска тясна долина, със стръмни склонове, с множество бързеи, теснини, прагове, водопади и дълги проточни езера (Анама и Дюпкун). Първите 222 km (до устието на река Ядун, ляв приток) Курейка тече в южна посока. След това реката остро завива на север-северозапад и спазва това направление на протежение от 200 km. В този участък протича през езерото Анама (дължина 48 km, площ 58,7 km3), а след това долината на реката много се стеснява, течението е бурно, с множество прагове и водоподи (най-голям Големия Курейски водопад, 13 m). След устието на река Ягтали (десен приток, при 467 km) Курейка завива на запад, а след това на югозапад и служи за граница между Евенкския автономен окръг и Таймирския (Долгано-Ненецки) автономен окръг. Тук реката протича през дългото и тясно езеро Дюпкун (199 km2). След устието на река Енде (ляв приток) Курейка влива водите си в голямото Курейско водохранилище (дължина 170 km, площ 558 km2, максимална дълбочина 70 m, обем около 10 km3). След изтичането си от водохранилището при село Светлогорск (при 101 km) река Курейка излиза от пределите на платото Путорана и навлиза в широката Енисейска долина, където течението и се успокоява и реката придобива типичен равнинен характер. Влива се отдясно в река Енисей, при нейния 863 km, на 1 m н.в., при село Курейка, Красноярски край.
Водосборният басейн на Курейка има площ от 44,7 хил. km2, което представлява 1,73% от водосборния басейн на река Енисей и обхваща части от Красноярски край, в т.ч. Евенкски автономен окръг и Таймирски (Долгано-Ненецки) автономен окръг.
Границите на водосборния басейн на реката са следните:
- на юг и северозапад – водосборните басейни на реките Долна Тунгуска и Хантайка, десни притоци на Енисей;
- на североизток – водосборния басейн на река Хатанга, вливаща се в море Лаптеви;

Река Курейка получава над 50 притока с дължина над 15 km, но поради конфигурацията на водосборния ѝ басейн притоците ѝ са сравнително къси и само 4 от тях са дължина над 100 km.
- 747 → Гонгда 128 / 2000, Евенкски автономен окръг
- 646 ← Белдунчана 195 / 4440, Евенкски автономен окръг
- 274 → Енде 172 / 2830, Евенкски автономен окръг
- 40 ← Голяма Кожарка 100 / 1150, Красноярски край

Подхранването на реката е смесено, като преобладава снежното (60%). Пълноводието на Курейка е през юни и юли. Среден годишен отток в устието 664 m3/s. Реката замръзва в средата на октомври, а се размразява в края на май.
С изключение на най-долното си течение река Курейка протича през напълно безлюдни райони. На нея са разположени само две села в Красноярски край: Светлогорск (при преградната стена на Курейското водохранилище) и Мадуйка (малко по-надолу по течението).
На реката е изградено голямото Курейско водохранилище, а в основата на преградната стена – Курейската ВЕЦ. Река Курейка е плавателна на 101 km от устието, до Курейската ВЕЦ от втората половина на юни до началото на октомври.